# 洋河镇 (胶州市)
洋河镇是中国山东省青岛市胶州市下辖的一个镇。镇政府驻地位于冷家村中心十字路口西北侧。

## 名称由来
胶州西南部的重要河流洋河流经该镇，洋河镇由此得名。

## 行政区划
洋河镇下辖北坦城村、宾贤村、泊子村、曹家庄村、崔家小庄村、大村、大王家村、大相家村、刘家大庄村、邓家庄村、东王家庄村、东小夼村、董城村、房家村、高家茔村、孤山泊村、郭家小庄村、河西范村、河西郭村、河西李村、黑山前村、黑土岭村、杜家横沟村、后澄海村、后夼村、黄墩村、集后辛庄村、姜戈庄村、姜马庄村、匡王庄村、冷家村、冷家坟村、李高庄村、李家屯村、李子行村、临洋村、南官庄村、南坦城村、牛栏沟村、挪庄村、裴家村、前澄海村、前夼村、秦家庄村、曲家芦村、山寺村、山相家村、山周村、山子村、芍药洼村、神山后村、神山屯村、神山西村、十亩田村、石沟村、石门子村、石前庄村、市买村、寺东村、宋家村、魏家庄村、窝洛子村、西王家庄村、相沟村、香甸村、小王家村、小王邑村、小尧村、尧洼村、油坊村、于家庄村、袁家坟村、袁家小庄村、战家村、张家村、张家茔村、仉村、仉官寨村、昭文村、南赵家庄村、钟家辛庄村、仲家庄村、周村、朱季村。

## 产业

### 农业
农业是洋河镇的传统产业，也是最多人从事的产业。各村庄周围均有农田分布，种植作物以冬小麦、玉米、大豆、番薯等粮食作物为主。
曲家芦村连续多年成功举办曲家芦果蔬采摘节，吸引青岛各地大量游客，获可观经济效益，同时曲家芦知名度得到了极大提高。

### 工业
洋河镇是胶州市较早开放试办乡镇企业的地区之一，涌现出孙怀成等一批著名乡镇企业创业家。
洋河镇工业设施主要分布在冷家村，大部分为重工业，设计铸造等各个领域。
近年来，邻近乡镇九龙镇成立工业园，积极招商引资，洋河镇工业优势受到一定影响。

## 交通
目前有私营小巴（当地人称“小公共”）来往于各村庄及洋河镇与胶州市区之间。
2014年初，由交运胶州分公司经营的胶州市区至冷家村公交车线路开通，单程票2元。